# El-Bagawat

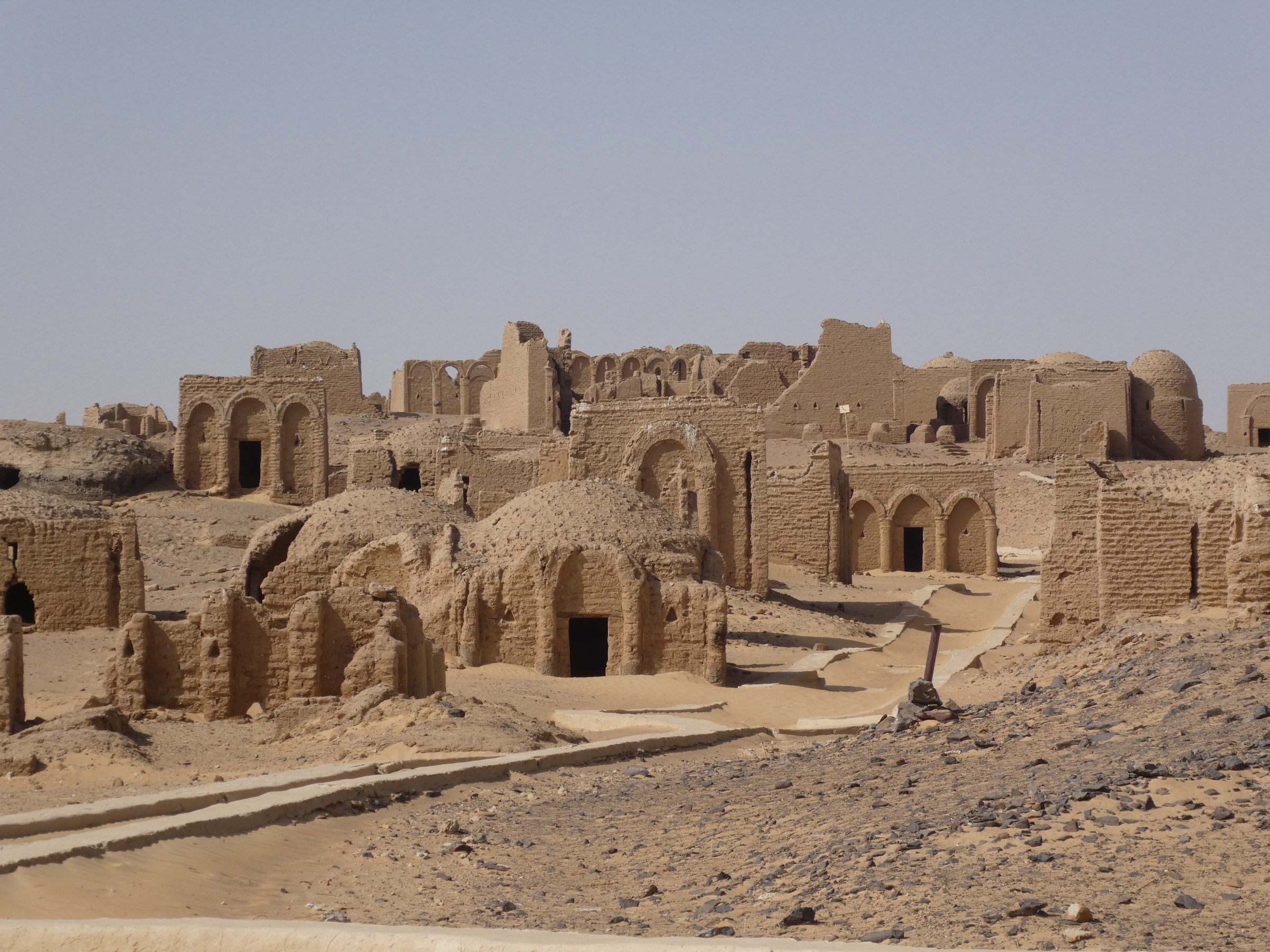
Nekropole el-Bagawat (2025)

El-Bagawat (arabisch البجوات) ist die spätantike Nekropole der Stadt Hibis. Sie befindet sich in der Senke al-Charga im Gouvernement al-Wadi al-dschadid in Ägypten, die in der Antike Teil der Oasis magna war. Bestattungen in el-Bagawat begannen möglicherweise schon im 2. Jahrhundert n. Chr. und endeten Mitte des 7. Jahrhunderts, mit einem Schwerpunkt im 4. und 5. Jahrhundert.

## Name
Charles K. Wilkinson zufolge war die archäologische Stätte den Einheimischen unter dem Namen el-baḳawāt bekannt, einer korrumpierten Form von el–ḳabawāt „die Kuppeln.“ Namengebend waren also die aus dem Sand ragenden Dächer der Grabkapellen.

## Forschungsgeschichte
Die Nekropole wurde von Reisenden seit dem frühen 19. Jahrhundert beschrieben; allerdings waren die Gebäude zu dieser Zeit größtenteils mit Sand und Schutt gefüllt. Nachdem das New Yorker Metropolitan Museum of Art 1907 von der ägyptischen Altertümerbehörde die Konzession erhalten hatte, Ausgrabungen in der Oase Charga durchzuführen, begann ein Team unter Leitung von Herbert E. Winlock am  21. Februar 1908 mit der Freilegung der Nekropole von el-Bagawat. In ʿAin el-Turba wurden Reste von Häusern dokumentiert; diesen beiden Stätten galt auch die zweite Kampagne. Als sich die dritte Kampagne zusätzlich dem Tempel von Hibis zuwandte, erzwang ein Malariaausbruch die weitgehende Einstellung der Grabungen. Erst 1925 wurden die Funde aus den drei Kampagnen nach New York verschifft. Die vierte Kampagne im Winter 1927/28 galt nur der architektonischen Dokumentation der Grabkapellen von el-Bagawat (Walter Hauser) und der Abzeichnung der Grabmalereien (Charles Wilkinson). Die abschließende fünfte Kampagne unter Leitung von Hauser und Wilkinson Anfang 1931 komplettierte die Dokumentation der Bauten und Gräber von el-Bagawat.

## Geschichte der Nekropole
Die Ausgräber vermuteten, dass die in ʿAin el-Turba freigelegten Häuser Teil einer größeren Siedlung seien, aus der die in der Nekropole von el-Bagawat beigesetzten Personen stammten. Heute wird ʿAin el-Turba als Stadtteil von Hibis, dem antiken Hauptort der Oase, identifiziert.
In der letzten Grabungskampagne wurde am nordöstlichen Rand in der Grabkapelle Nr. 66 von el-Bagawat eine ungestörte unterirdische Grabkammer gefunden. Sie enthielt wiederverwertete, im altägyptischen Stil bemalte Holzsärge und mehrere Mumien mit Grabbeigaben. Walter Hauser vermutete, dass hier Angehörige der altägyptischen Religion beigesetzt worden seien. Er folgerte, dass die Nekropole Mitte des 3. Jahrhunderts von einer paganen Bevölkerung angelegt worden sei. Als die Oberschicht zum Christentum konvertierte, nutzte sie demnach die Nekropole weiter und vergrößerte sie. Die Grabkapellen wiesen nun christliche Symbole, Inschriften und Malereien auf. Versuchsweise setzte Hauser die Bevölkerung, die ihre Toten in el-Bagawat beisetzte, zu einer Gruppe von Papyri des späten 3. und frühen 4. Jahrhunderts in Beziehung, die 1893 in Kysis am Südende der Oase Charga gefunden wurden. Diese Papyri stammen von einer Gilde von Einbalsamierern und Totengräbern, die mehrheitlich heidnisch waren, unter denes es jedoch auch Christen gab.
Die Interpretation der Grabkammer von Nr. 66 als nichtchristlich ist allerdings nicht eindeutig. Dass Christen altägyptische Holzsärge wiederverwendeten, ist aus Sakkara bezeugt. Für eine christliche Nutzung der Grabkammer spricht die Ausrichtung der Bestattungen mit dem nach Westen gerichteten Kopf, die Bestattung kleiner Kinder bei ihren Müttern und das Fehlen typischer Grabbeigaben der altägyptischen Religion wie dem Ba-Vogel. Eine Mumifizierung spricht nicht unbedingt gegen eine christliche Bestattung, denn sie war auch bei einem Teil der christlichen Bevölkerung Ägyptens üblich.

## Beschreibung
Die Anlage der Nekropole mit ihren Grabkapellen, die wie Häuser entlang von Straßen aufgereiht zu sein scheinen, hat Parallelen im römischen und byzantinischen Italien; ein Beispiel ist die Isola Sacra von Portus Augusti nördlich von Ostia Antica.
Die Nekropole besteht aus mehr als 250 Grabkapellen über unterirdischen, meist durch einen senkrechten Schacht erschlossenen Grabkammern. Zwischen den Kapellen wurden zahlreiche einfache Gräber in den Boden eingetieft. Bei den aus Lehmziegeln erbauten Grabkapellen handelt es sich um kleine Memorialbauten, die den Zugang zur unterirdischen Grabkammer sowohl hervorheben als auch schützen sollten; sie boten Platz für die bei Heiden wie Christen beliebten Totenmähler. In ihrer ältesten Form waren dies tonnengewölbte Bauten auf rechteckiger Grundfläche, die von einer Schmalseite her betreten wurden; die Bestattung fand hier nicht in einer unterirdischen Kammer, sondern direkt unter dem Fußboden statt.
Der jüngere Typ der Grabkapellen, dem die meisten Bauten in el-Bagawat angehören, wurden in der Antike als Tetrapylon bezeichnet: auf quadratischer Grundfläche erhebt sich eine von vier durch Bögen verbundenen Eckstützen (meist Winkelpfeilern) getragene Kuppel; die Bögen wurden auf drei Seiten zugemauert, die vierte diente als Eingang. Aufwändigere Exemplare besaßen an dieser Seite eine von Säulen oder Pfeilern getragene Vorhalle. Häufig war die Grabkapelle von einem ummauerten Hof umgeben, in dem die Totenmähler stattfanden. Da sigmaförmige gemauerte Klinen nur in wenigen Fälle nachgewiesen wurden, scheinen die Teilnehmer des Mahls auf dem Boden oder auf mitgebrachten Möbeln Platz genommen zu haben. Im Gegensatz zur Praxis in anderen Regionen des Imperium Romanum war es in der Nekropole von el-Bagawat nicht üblich (und in Ägypten auch nur selten bezeugt), die Verstorbenen an der Mahlfeier teilnehmen zu lassen, indem Libationsflüssigkeiten durch Tonröhren oder Löcher im Fußboden zur unterirdischen Grabkammer gelenkt wurden.
Einige Grabkapellen wurden für die christliche Liturgie genutzt, allerdings in einer improvisierten Weise, bei der Klerus und Laien enger zusammenrückten als dies im zeitgenössischen Kultus üblich war – der private Kontext machte dies akzeptabel. An die Stelle eines gemauerten Altars trat ein vom Priester mitgebrachter Klappaltar.

### Zentrales Hofgebäude

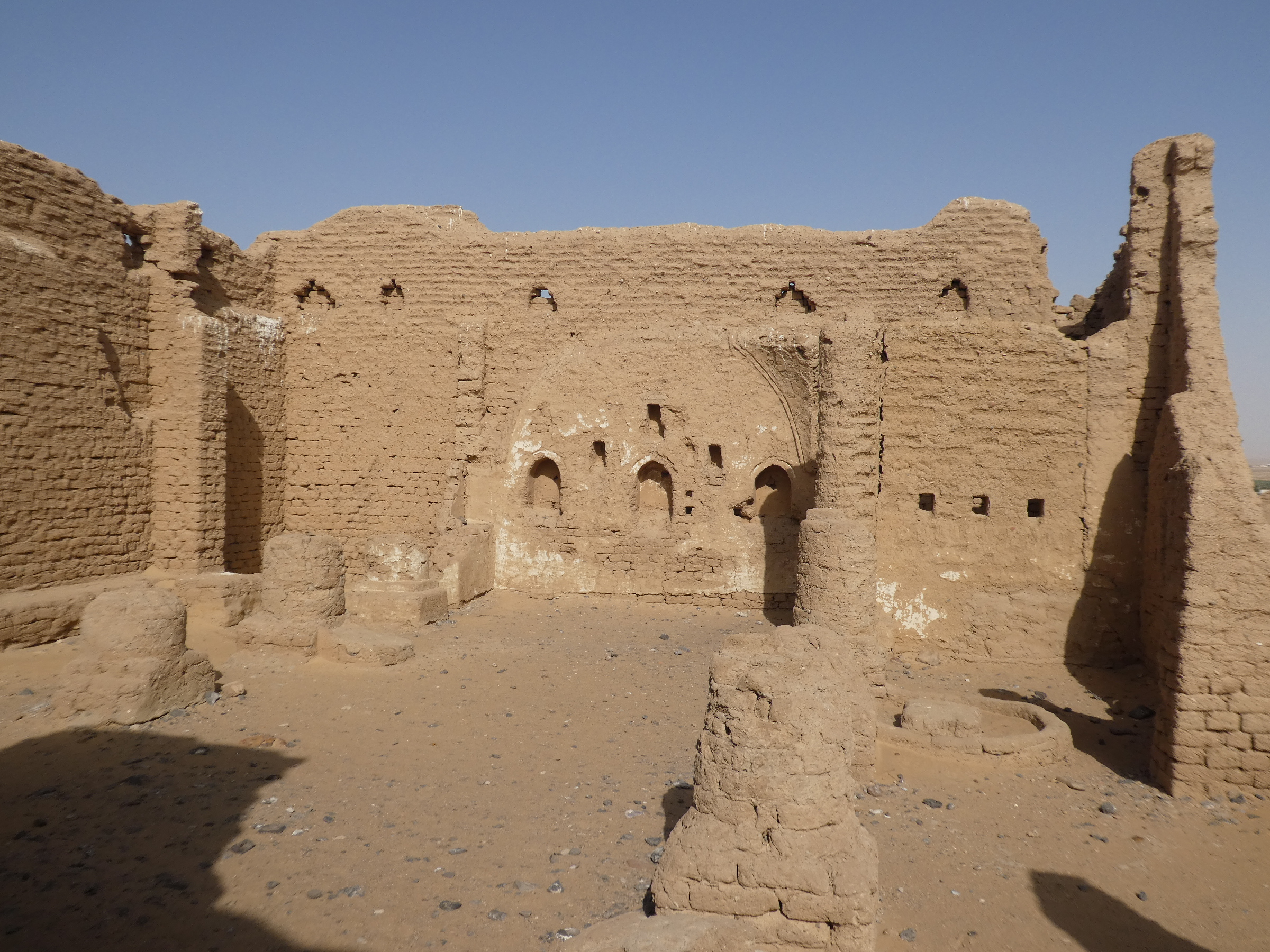
Hof von Nr. 180 mit Portiken; im rechten Portikus ein gemauertes stibadium

In dem großen, zentral gelegenen Gebäude Nr. 180 wurde keine Bestattung nachgewiesen. Die Ausgräber nahmen an, dass es sich um eine Kirche handle. Peter Grossmann zufolge wurde dieses Gebäude aber für Totengedächtnisfeiern mit größerer Teilnehmerzahl genutzt bzw. es bot Platz für mehrere Gruppen von Trauernden, die gleichzeitig ihre Mähler abhielten – vorzugsweise Familien, die nur ein schlichtes Grab ohne eigene Grabkapelle besaßen. Zu diesem Zweck finden sich innerhalb des Hofgebäudes Nr. 180 und in seiner Umgebung mehrere stibadia mit aufgemauerten Tischen. Im lateinischen Sprachraum wurde ein solcher Bau als apparitorium bezeichnet.
Die Baugeschichte von Nr. 180 verlief zweiphasig. Der ersten Phase gehört ein dreiteiliges Gebäude an, „bestehend (von West nach Ost) aus einer schmalen, auf der westlichen Zugangsseite angeordneten Raumzeile, einem mittleren, kurzen quergerichteten Hof mit einem westlichen, der Eingangsseite zugeordneten Portikus und am östlichen Ende einem aus rechteckigen Exedren zusammengesetzten Trikonchos.“ In der zweiten Bauphase erhielten die beiden Seiten des Hofs durch je eine neu eingezogene Säulenreihe überdeckte Portiken; außerdem zog sich nun ein Außenportikus um das gesamte Gebäude.

### Grabkapellen mit Wandmalereien
Die meisten Grabkapellen von el-Bagawat waren außen und innen verputzt, manchmal weiß gestrichen, aber Grabmalereien sind die Ausnahme. Mehrfach findet sich das koptische Kreuz (Crux ansata). Die Außenwand der Grabkapelle 175 zeigt Reste einer grob ausgeführten Darstellung eines Mannes, der in eine gelbe Tunika mit dunkelroten Clavi und waagerechten Streifen gekleidet ist. Kopf und rechter Arm der Figur sind zerstört, in der Linken trägt sie einen Blumenstrauß.

#### Friedenskapelle(Chapel of Peace)

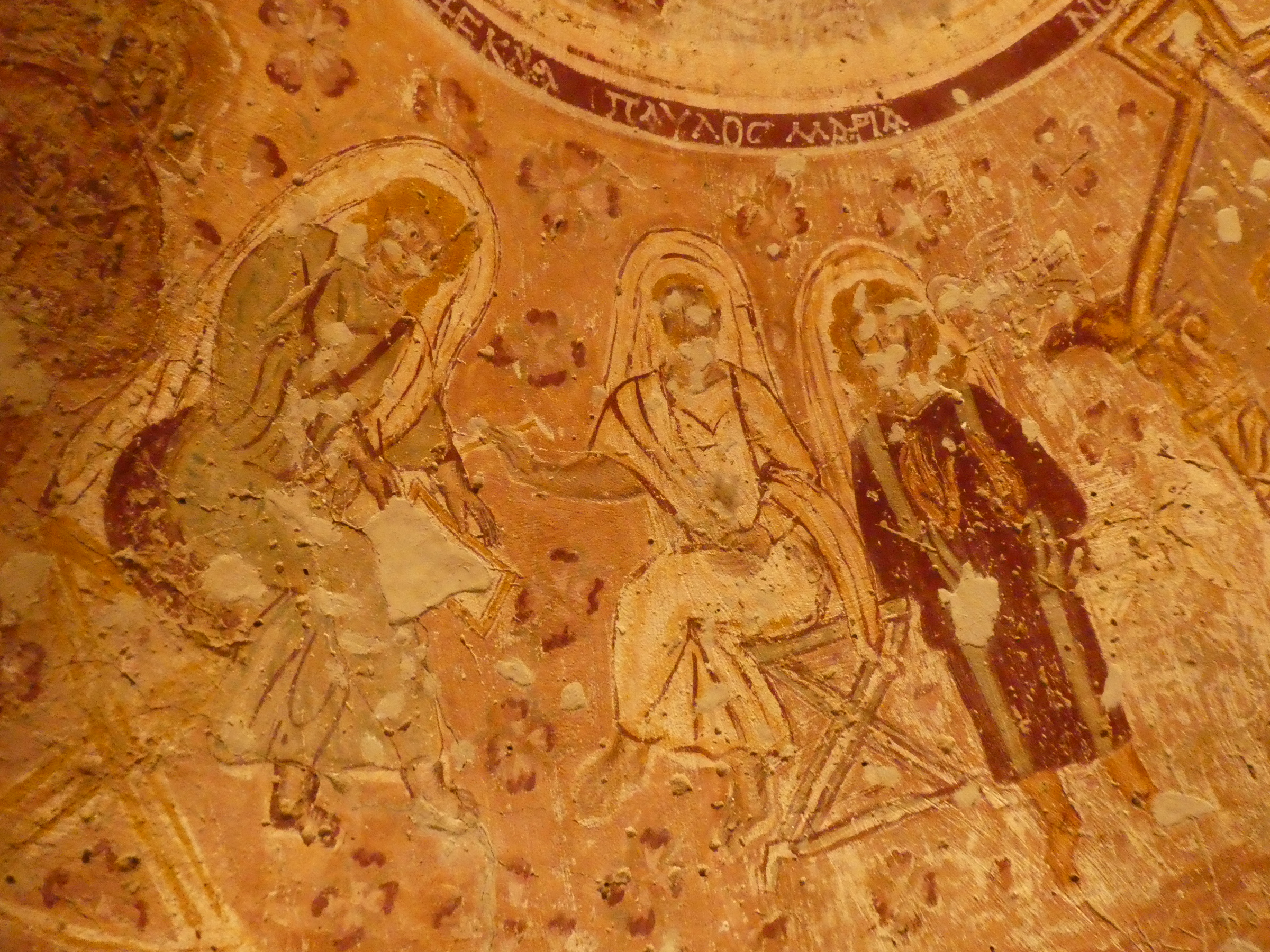
Paulus unterrichtet Thekla

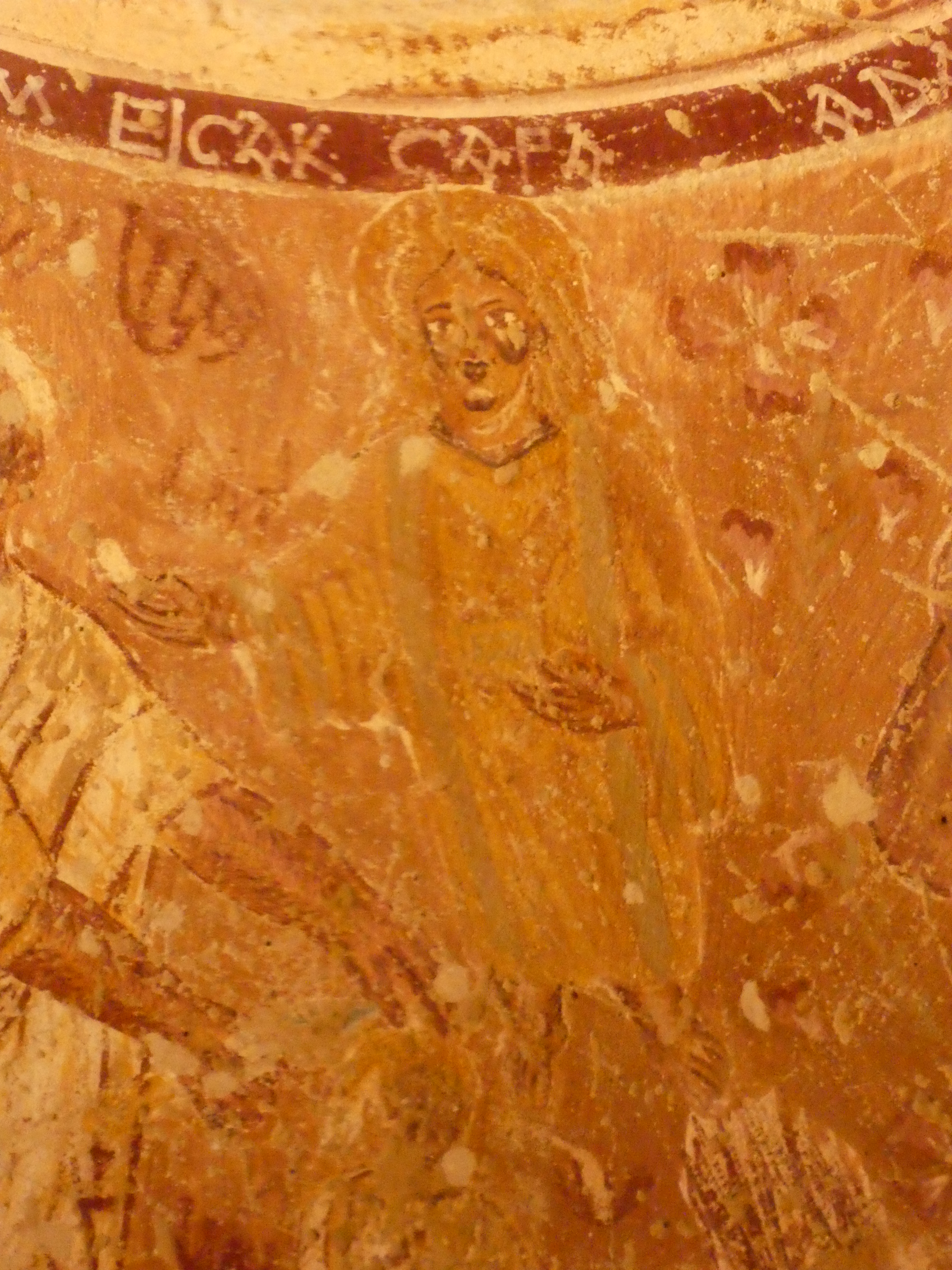
Sara

Die Kuppel der Grabkapelle Nr. 28 weist die qualitativ besten frühchristlichen Malereien von el-Bagawat auf. In einem Register reihen sich, dem Rund der Kuppel folgend, biblische und frühchristliche Figuren in statischer Frontalität, die durch griechische Beischriften identifiziert werden: Daniel – Jakob – Noach (mit Familie in der Arche) – Maria – Paulus und Thekla – Abraham, Isaak und Sara. Ergänzt werden sie durch drei Personifikationen des Gebets, der Gerechtigkeit und des Friedens.

#### Exoduskapelle(Chapel of Exodus)
Die Kuppel der Grabkapelle Nr. 25 malte eine technisch weniger versierte Person aus; doch findet die Exoduskapelle wegen ihres Bildprogramms großes Interesse. Die Kuppel ist in drei konzentrische Register geteilt.
1. Das Zentrum der Kuppel füllt ein von Vögeln belebter Weinstock aus.
2. Das mittlere und größte Register zeigt Szenen aus dem biblischen Buch Exodus:
- Mose führt die Israeliten in einen Obstgarten mit Feigenbäumen, was als paradiesartiges Land der Verheißung gedeutet werden kann.
- Moses Schwiegervater Jitro.
- Die Israeliten ziehen durchs Rote Meer, verfolgt von der Armee Pharaos.
- Ein Mensch nähert sich einem repräsentativen Gebäude, das unter anderem mit dem Jerusalemer Tempel, mit dem Heiligen Grab oder mit dem Himmlischen Jerusalem identifiziert wurde.

3.  Das äußere Register zeigt Szenen aus biblischen und pseudepigraphen Büchern:

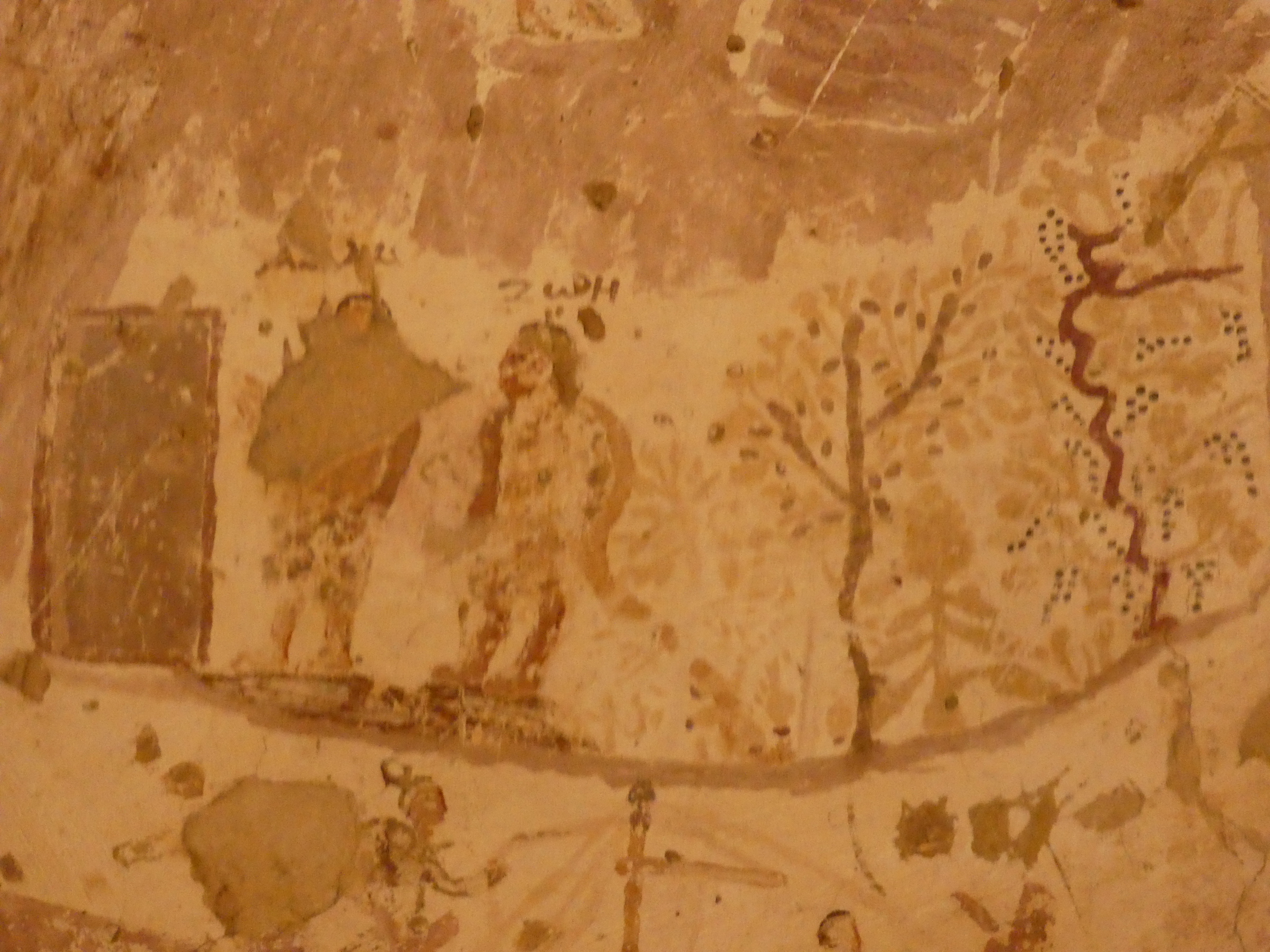
Adam und Zoe (= Eva) fliehen aus dem Paradies

- Über dem nördlichen Bogen (und damit zuleich unter dem großen Gebäude des mittleren Registers): Noach und Frau in der Arche, flankiert von der Flucht Adams und Evas aus dem Paradies und einer Prozession von sieben Frauen zu einem Portikus, zu dem eine Treppe hinaufführt. Eva wird in der Beischrift als Zoe („Leben“) identifiziert, da sie nach Adams Worten Mutter aller Lebendigen werden sollte (vgl. Gen 3,20). „Das Paar ist nackt im Garten dargestellt. Es nähert sich einer Tür an der linken Seite, Adam führt Eva. Eine Schlange windet sich von Evas Schulter zum Boden hinab, den Apfel im Maul.“[20]
- Über dem östlichen Bogen: Bindung Isaaks, flankiert von Jeremia als Zeuge der Zerstörung Jerusalems und mehreren Szenen: einer Orante, dem Guten Hirten mit fünf Schafen und Theklas Rettung aus den Flammen. Die Orante ist durch ihre Beischrift als Susanna identifiziert.
- Über dem südlichen Bogen: Jona und der Wal, flankiert von zwei weiteren Szenen aus dem Buch Jona: der Prophet wird vom Wal an Land gespien, und er ruht in seiner Laube. Weitere Szenen sind die Diskussion des sitzenden Ijob mit seinen Freunden und Rebekka am Brunnen; ihr nähert sich Isaaks Knecht mit seinen Kamelen.
- Über dem westlichen Bogen: Die drei Männer im Feuerofen, flankiert von Daniel in der Löwengrube und dem Martyrium des Propheten Jesaja.